# Kid Down
Kid Down är ett svenskt rockband. Bandet bildades 2002 i Åmål, Sverige och har gjort flera turnéer bland annat med amerikanska Fall Out Boy och svenska The Sounds i Tyskland. 
Deras debutalbum And the Noble Art of Irony gavs ut Europa och Japan i mars 2007 av Burning Heart Records/Epitaph och 2008 släpptes I Want My Girlfriend Rich, även denna i Europa och Japan som följdes upp av ytterligare en europaturné under 2009 tillsammans med Underoath, Taking Back Sunday och Thursday och bandet drog till sig en ny stor skara fans ute i Europa.

## Bandmedlemmar
- Eric Höjdén – sång, gitarr
- Jens Kristian Skjervik Anundsson – sång, gitarr
- Kristoffer Ljung – sång, basgitarr
- David Bergström – trummor

## Diskografi
Studioalbum
- 2007 – And the Noble Art of Irony
- 2008 – I Want My Girlfriend Rich
- 2010 – Murphy's Law

EP
- 2003 – We'll Make It Away
- 2005 – Deadkidsongs
- 2008 – Red Lights